# Tiberkanine
Tiberkanine est une commune de la wilaya de Aïn Defla en Algérie.